# Noonamyia abdominalis
Noonamyia abdominalis är en tvåvingeart som beskrevs av Mitsuhiro Sasakawa 1990. Noonamyia abdominalis ingår i släktet Noonamyia och familjen lövflugor. Inga underarter finns listade i Catalogue of Life.